# Hendrik Vos
Hendrik Vos, auch Hinrich Voes (* vermutlich in ’s-Hertogenbosch; † 1. Juli 1523 in Brüssel), war gemeinsam mit Johann van Esschen der erste Märtyrer der Reformation.

## Leben
Vos gehörte dem Augustiner-Orden in Antwerpen an. Nachdem der dortige Propst, Heinrich von Zütphen, am 29. September 1522 wegen reformatorischer Predigt verhaftet worden war, wurden am 6. Oktober 1522 alle Augustiner inhaftiert. Das erst ein Jahrzehnt zuvor gebaute Augustinerkloster Antwerpen wurde 1523 bis auf die noch nicht fertiggestellte Kirche abgerissen. Während die meisten anderen dem lutherischen Glauben abschworen, blieben Vos und van Esschen bei ihrer Überzeugung und wurden zum Feuertod auf dem Scheiterhaufen verurteilt. Das Urteil wurde am Mittwoch, den 1. Juli 1523, in Brüssel auf dem Grote Markt vollstreckt.

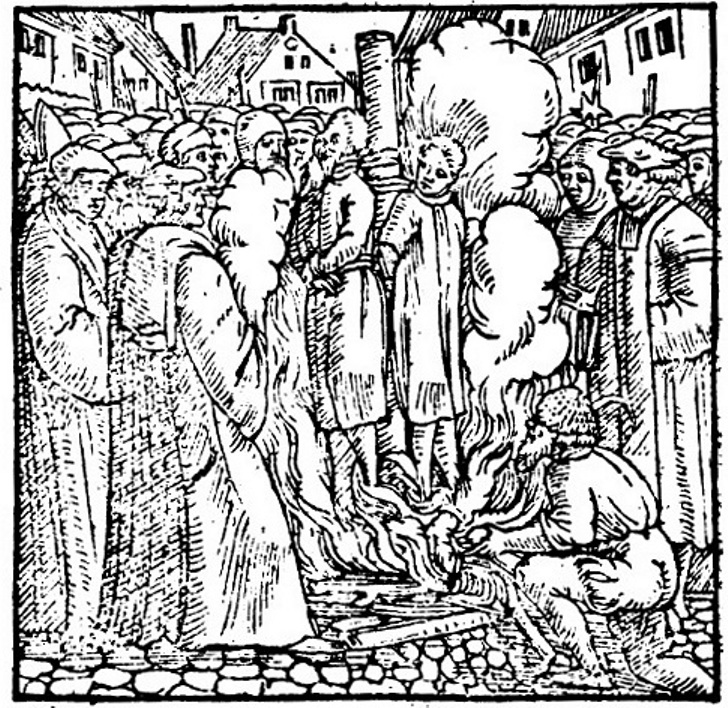
Hendrik Vos und Johannes van Esschen am 1. Juli 1523

Als Martin Luther davon erfuhr, dichtete er Ein neues Lied wir heben an.

## Gedenktag
1. Juli im Evangelischen Namenkalender.